# Линия 6 (Шанхайский метрополитен)
Линия 6 — шестая линия Шанхайского метрополитена. Открыта 29 декабря 2007 года. Вся линия расположена в районе Пудун.  Среднее время поездки по всей линии 1 час и 10 минут. Получила неофициальное прозвище «Hello Kitty Line» из-за ярко-розовой окраски. На схемах обозначается пурпурным цветом.

## История
Проект строительства линии 6 начал разрабатываться в 2000 году с целью обеспечения общественным транспортом новых жилых районов. Новые жилые комплексы были введены в эксплуатацию раньше, чем предполагалось, в связи с чем строительство линии ещё не было завершено, и соотвественно, она не функционировала.
После открытия 29 декабря 2007 года, с целью повышения пассажиропотока на новой линии, существующие автобусные маршруты в Пудуне были отменены или изменены. На линии наблюдались большие интервалы движения поездов из-за нехватки подвижного состава: не все поезда были доставлены. Кроме того, у линии было относительно короткое время работы, что привело к тому, что в начале рабочего дня на линии стали образовываться часы пик. Предполагаемый пассажиропоток линии 6 составлял 105 000 человек в день, однако вышеупомянутые факторы привели к тому, что количество пассажиров на линии превысило 150 000 человек в день в течение первых нескольких дней её работы. Понимая явный просчёт во время строительства, муниципальные власти пообещали добавить новые поезда и сократить время ожидания, начиная с июня 2008 года. Однако на линии 6 по-прежнему наблюдается серьёзная скученность и задержки, особенно в часы пик, когда пассажиропоток людей больше ожидаемого. По состоянию на 2012 год самый загруженный участок линии по-прежнему работал с превышенной пропускной способностью 133 %. 
С открытием линии 12 Шанхайский метрополитен советует пассажирам пользоваться новой линией, чтобы уменьшить скопление людей на линии 6. Линия была построена для приема лёгких узкофюзеляжных поездов категории «C» с 4 вагонами в каждом, которые не взаимозаменяемы с широкофюзеляжными поездами «A» с 6-8 вагонами на других линиях метро Шанхая. Эта разница в габаритах загрузки сделала непрактичной модернизацию линии до поездов категории «А» большей вместимости. Из-за укороченных платформ на станциях метро, модернизация линии для использования большего количества вагонов нецелесообразна.